# Сибірська мова
Сибірська мова — проєкт мовного стандарту на основі східнослов'янських діалектів Сибіру, здебільшого стародавніх говірок XIX століття за участю тюркських запозичень. Мовотворення почалося в 2005 році за активної участі блогера Ярослава Золотарьова, але у 2007 припинилося. 1 грудня 2019 року "Сибирска вольгота" була відроджена на сайті "Мовна політика".

## Історія створення і розвитку
1873 року в Росії у виданні «Известия Сибирского отделения Российского газетного общества (РГО)» було надруковано дослідження Павла Ровінського «Зауваження та словник сибірського наріччя» («Замечания и словарь сибирского наречия»). Про сибірську старожитню говірку зазначено таке: «Сибірська говірка походить з північно-російської, але два століття відчуженості, зовсім інші природні умови життя та інші історичні обставини дали їй оригінальний напрямок. Говірка Східного Сибіру має особливу фонетику, набір своєрідних граматичних форм. Словник налічує понад 3000 місцевих слів, які невідомі в загальній російській мові».
Робота над створенням літературної сибірської мови започаткована у 2005 році у блозі Ярослава Золотарьова, відомого як користувач LiveJournal samir74. Формування мови тривало до 2007 року в блозі та на сайті Сибірська Свобода, де активісти виконували переклади світової класики, виходили новини і публіцистика з сибірської тематики. 1 жовтня 2006 було відкрито розділ Вікіпедії сибірською мовою, однак ця Вікіпедія була неоднозначно сприйнята вікіпедистами, особливо російськими, і 19 вересня 2007 року її закрили. Її зміст було перенесено в Сибірську Вікіславію, яка згодом припинила існування, а в 2019 році у Сибірську Вольготу.

## Абетка
Абетка з 30 літерами:
| А, Б, В, Г, Д, Е, Ж, З, И, Й, К, Л, М, Н, О, П, Р, С, Т, У, Ф, Х, Ц, Ч, Ш, Ъ, Ы, Ь, Ю, Я |

## Фонетика
Фонетика мови будується на нормах північного східнослов'янського наріччя: ґ вибухове, окання, екання, шиплячі завжди тверді. Через постійну твердість шиплячих у сибірській абетці відсутня літера Щ. Відповідний їй звук вимовляється як подвоєне ш (рос. ещё — сиб. ешшо).
О, якому передує пом'якшення, втратило будь-який зв'язок з Е, тому в абетці немає також і літери Ё, замість якої вживаються поєднання йо, ьо.
Відсутня й літера Э через обов'язкову вставку йот перед Е (рос. это — сиб. ето, рос. Эверест — сиб. Еверес).
Поширені протетичні приголосні (рос. окно — сиб. вокно) і спрощення у групах приголосних (рос. если — сиб. еси, рос. хворость — сиб. хворось)

## Граматика та лексика
Граматика сибірської мови нагадує російську, але зі значними особливостями у відмінюванні за відмінками та особами, здебільшого викликаними так званими стягненими формами дієслів, тобто випаданням йот у закінченнях (знает — знат, красная — красна тощо).
Граматика містить також деякі архаїчні форми, наприклад, кличний відмінок; широко використовує діалектні явища, зокрема, постпозитивний артикль.
Лексика сибірської здебільшого східнослов'янська, більшість російських латинізмів, грецизмів і подібних європейських запозичень замінені на слов'янські слова.

## Приклади текстів

### Катерина
| Сибірською | Українською (оригінал) |
| --- | --- |
| Дружытесь-ка, чорнобровы, Тока не с москалями, Москали-те — чужы люди, Сдеют лихо с вами. Москаль дружыт дуром, Дуром покуличит; Пайдат в свою Московию, А медунка хнючит… Не водна вона злочассит, И бабайка мама, Чо сродила на свет божый, Погинат-от сама. Серцу грусно то певать, Еси тока правду знать; Кто тово не знат, Токо тот брехат Дружытесь-ка, чорнобровы, Тока не с москалями, Москали-те — чужы люди, Сгалятся над вами. | Кохайтеся, чорнобриві, Та не з москалями, Бо москалі — чужі люде, Роблять лихо з вами. Москаль любить жартуючи, Жартуючи кине; Піде в свою Московщину, А дівчина гине… Якби сама, ще б нічого, А то й стара мати, Що привела на світ божий, Мусить погибати. Серце в'яне співаючи, Коли знає за що; Люде серця не побачать, А скажуть — ледащо! Кохайтеся ж, чорнобриві, Та не з москалями, Бо москалі — чужі люде, Згнущаються вами. |
| Тарас Шевченко, 1838 рік | |

Приклад вірша сибірською мовою:
По всьой Сибире падат с неба кича, Зима ложытса, дерко застужыт.
«Да кабы сдох москальской городничой, И всех занятшыков вели б на правьожы.

Народной гнев возблеситса невдолге, Уж близитса „империе“ вобзол, И в страсных корчах передохнут вороги» -
Вешшат с небов блискательной Аньол.
Псалом 1
1 Шасливой мужык, которой не хоит на вече варначников, Ешшо не торчит на путе греховодников,
2 Ешшо не сидит в усборишше покрутчиков, Но в коне Воспода воля евонна, И про кон Евонной думат день и тьон дык.
3 Ить бут вон навроде лесины, сажонной при перекале вологи, Котора приносит жырки ейны во времьо ейно, И лис которой не вянет, И во всьом, чо не деет, поспетса му.
4 Не таки варначники, а вони как пыль, котору сметат буран,
5 Пото не выдюжат варначники на ряде, И греховодники — в усборишше праведных,
6 Ить знат Восподь путь праведных, А путь варначников погинет.
Числа:
Числа від 1 до 10:
1. водин
2. два
3. три
4. чотыре
5. петь
6. шесь
7. сем
8. восем
9. деветь
10. десеть